# F-ZERO X
『F-ZERO X』（エフゼロ エックス）は、1998年7月14日に任天堂から発売されたNINTENDO 64用レースゲーム。F-ZEROシリーズの第2作目。
2007年5月29日より、Wiiのバーチャルコンソールで配信された。また、2022年3月11日より、『NINTENDO 64 Nintendo Classics』収録ソフトのひとつとして配信が開始された。
本稿では、拡張ソフトである『F-ZERO X EXPANSION KIT』についても説明する。

## 概要
レース中に大事故が発生して一時中止され、再開されたというストーリーが存在する。中止されていた期間は3年間だが、この大事故が初代（スーパーファミコン版）F-ZEROグランプリを指すのかどうかは定かではない。
本作での特徴として、マシンの追加やコースの立体化、そしてデスレースなど他のマシンの破壊を推奨するルールなどが挙げられる。
コースの立体化の意義は大きく、新ハードの性能を生かしてジェットコースターのように非常にアクロバティックなコースを実現した。

## 前作からの変更点・追加要素
操作においては、重心移動やスライドターン、ドリフトターン、サイドアタック、スピンアタックが追加された。空中を飛んでいる際は機体角度を変えることで、滑空時間や速度を上げる事ができるようになった。前作では周回毎に与えられる回数制だったスーパージェットは、エナジーメーター（マシンの耐久値）を消費するブーストに変更され、ゲージが残っている限り何度でも使用できるようになった。
登場するキャラクターにも大きな変化があり、前作では主要4台とモブカーの構成であったが、今作では登場マシンが30台になり、それら全てに名前とパイロットが設定されている。これにより各パイロットの関連性やキャラクター性がうかがえ、ゲームに深みを与えた。
機体の重量や、アルファベット評価で3項目（ボディ：ダメージ低減補正、ブースト：ブースト使用時の上昇力、グリップ：急カーブでの安定性（滑りにくさ））で区分けされた性能により、機体自体の耐久力や耐衝撃性能。速度性能、操作性能で個性がさらに大きく出ている。また、レース開始前に加速、最高速設定の比重を調整する事もできる。加速設定にするほど、スピードの上昇が早まりダートゾーンで減速しにくくドリフトターンがしやすくなるが、ブースト・グリップが少し下がり高い最高速度の維持がしにくくなる。逆に最高速設定にするほど、時間単位での速度上昇率が低くなり設定比率が大きくなるほどドリフトターンがしにくくなるが、最高速度の限界上昇の他ブースト・グリップが少し上昇し最高速度の減衰が低くなる。
敵マシンのAIも大幅に進化し単なる障害物ではなく、それぞれが優勝を目指して走るという極めて競技性の高いものに仕上がっている。また、ストーリーにおけるパイロット同士の関係がある程度ゲームに取り入れられ、互いを守るように併走する（ジョディ・サマーとジョン・タナカ、ロジャ・バスターとドラク等）、互いにスピンアタックやサイドアタックで潰しあう（キャプテン・ファルコンとサムライ・ゴロー等）、一方的に攻撃を加える（ビーストマン→バイオレックス等）など、完成度の高いものになっている。
前述の通り、自分以外の全マシンを破壊するまでの時間を競う"DEATH RACE"がゲームモードに追加された。また、"PRACTICE"で登場する全てのコースで練習ができるようになったり、最高4人までの対戦が可能になったのも本作からである。

### コース・音楽について
本作ではコースは3D化され、立体交差・ねじれ・天地反転・急こう配や滑空台の様な断崖・ループ・シリンダー（棒状のコースの外側を走る。一定高度まで引力が働いているが、それを超えるとコースから引きはがされる）・パイプ（コースが筒状になっており、マシンはその内側を走る。下半分だけのハーフパイプも存在）といった複雑なレイアウトも可能になった。ジャンプ台も引き続き登場している。
特に隠し要素の1つであるX CUPはゲーム側でランダムにコースを自動生成するというもので、簡単な物ではほぼ円形のシリンダーやパイプのコースから、複雑なものになると敵マシンが全員コースアウトしてしまうような起伏のコースまで登場する。
BGMは阪東太郎、若井淑によるものであり、全曲に渡って激しいロック・メタル調となっている他、前作にあった2曲（MUTE CITY、BIG BLUE）がアレンジされている。
なお、今作のBGMはレース中のプログラム処理に負荷がかからないように、大容量になるが処理は軽くなるストリーミング方式が使われた。その為、ROM媒体では容量が足りずモノラルで収録されている。このゲームのROMの大半がBGMデータである。
公式サウンドトラックは2つあり、1つはオリジナルBGMで、ゲーム音源のステレオ版を収録。もう1つは本作のBGMを生バンド形式によるギターアレンジしたものが販売された。

### 登場キャラクター・マシン
選択できるマシンとキャラクターは以下の30種類。各マシン・キャラクターの詳細についてはF-ZEROの登場人物を参照。
- キャプテン・ファルコン/ブルーファルコン
- ドクター・スチュワート/ゴールデンフォックス
- ピコ/ワイルドグース
- サムライ・ゴロー/ファイアスティングレイ
- ジョディ・サマー/ホワイトキャット
- エムエム・ガゼル/レッドガゼル
- ババ/アイアンタイガー
- オクトマン/ディープクロー
- ドクター・クラッシュ/クレイジーベア
- ミスター・イー・エイ・ディ/グレートスター
- バイオ・レックス/ビッグファング
- ビリー/マッドウルフ
- シルバー・ニールセン/ナイトサンダー
- ゴマー&シオー/ツインノリッタ
- ジョン・タナカ/ワンダーワスプ
- ミセス・アロー/クイーンメテオ
- ブラッド ファルコン/ヘルホーク
- ジャック・レビン/アストロロビン
- ジェームズ・マクラウド/リトルワイバーン
- ゾーダ/デスアンカー
- マイケル・チェーン/ワイルドボア
- スーパー・アロー/キングメテオ
- ケイト アレン/スーパーピラニア
- ロジャー・バスター/マイティーハリケーン
- レオン/スペースアングラー
- ドラク/マイティータイフーン
- ビーストマン/ハイパースピーダー
- アントニオ・ガスター/グリーンパンサー
- ブラック・シャドー/ブラックブル
- ザ・スカル(アービン・ゴードン)/ソニック・ファントム

## ルール
1. 使用可能なマシンは初期状態で6台（初代から登場していた4人と、ジョディ・サマーおよびMMガゼル）。グランプリのクリア状況により6台ずつ増加、最終的に30台まで増える。この30台による6コース3周勝負。2レース目以降はリバースグリッド方式（スタート位置を前のレースの順位が悪い順に設定）がとられる。
2. ブーストは2周目以降、エナジーメーターを一定量消費して使用する。ゲージが残っている限り何回でも使用可能。
3. 3周完走者はその順位に応じてポイントが与えられる。第6レース終了時点での累計得点で総合順位が決定される。
4. グランプリにおいては、スペアマシンがある限りはその回数だけ再レースができる。スペアマシンは初期状態で5台(NOVICEランクの場合。STANDARD/EXPERT/MASTERはそれぞれ4/3/2台)。
5. コースアウト、または接触ダメージでエナジーメーターが0になってクラッシュした場合はリタイアとなり、そのレースではポイントは貰えない。グランプリにおいてプレイヤーがリタイアした場合はスペアマシンを消費してステージをやり直すことになるが、無ければゲームオーバーとなる。なお、エナジーメーター0によるリタイアは爆発演出によるタイムラグがあり、完全に爆発しきる前にゴールした場合はリタイアにはならない。
6. 敵マシンをクラッシュ（破壊・コースアウト）させるとエナジーメーターが少し回復する。また1レースで5台破壊するとスペアマシンが1台供給される。

## F-ZERO X EXPANSION KIT
ランドネット会員のみに配布された拡張キット。カセットと磁気ディスクを同時に使用することによって様々な要素が追加される。
カップの追加
DD-1 CUP、DD-2 CUPの2つのカップと、エディットしたコースをセットできるEDIT CUPの3つが追加される。追加されるコースはいずれも本編に比べ難易度が高い。
エディット
コースエディット、マシンクリエイトが可能。コースエディット機能は、本物のF-ZERO X開発ツールに非常に近いものがあり、ポイントの座標を64個まで指定してそこを通る曲線のコースを作る。座標を2つ近接させて指定すれば角をつけて曲げることも可能。無理のある指定をするとコースが正しく表示されず、プレイできない。また、コース作成で指定したポイント間でダートやピットゾーン、それとは別に任意のポイントでダッシュプレートやトラップを置くことも出来る。コースの背景やBGMの指定も可能。作ったコースは100個までセーブ可能で、EDIT CUPに登録して遊ぶことができる。なお、コースを作らずにEDIT CUPをプレイすることも可能だが、その場合はO型の右回りコース「DEFAULT（デフォルト）」を走行することとなる。
マシンクリエイトはフロント、リア、ウイングにそれぞれ用意されたパーツの組み合わせ、カラーリングの変更、マーキングによってオリジナルのマシンを製作するモード。選んだパーツによって重さが決定され、そこにパラメータの調整を加えて性能が決定される。作ったマシンは100台までセーブ可能で、既存のマシンのいずれかと交替させて登録することで使用できるようになる。
このソフトはマウスの使用ができず、またランドネットの通信サービスにも対応していなかったことから、他のユーザーとのデータのやりとりが非常に困難、面倒で、『マリオアーティストシリーズ』での作品のやりとりよりも盛り上がりに欠けるものとなった。
その他の追加要素
ディスクにより拡張された記録領域を使うことによって、タイムアタックのゴーストがすべてのコースに3つまでセーブ可能になった。また、BGMがモノラルからステレオになり、新しい曲も追加された。キャプテン・ファルコン、サムライ ゴロー、ジョディー サマーの3人のパイロットには新しい高性能なマシンが用意されており、登録すれば使用できる。『マリオアーティストシリーズ』のセーブ・ロード画面からディスクを入れ替えこのソフトをセットすると、各パイロットの画像を持ち出すことができる。

## コース一覧

### JACK CUP
1. MUTE CITY：エイトロード
シンプルな8の字を描いたレイアウトのコース。終盤に大きなループがある。『大乱闘スマッシュブラザーズDX』で対戦ステージとして登場する。
2. SILENCE：ハイスピード
路面のねじれを除けばコーナーは存在せず、多数のダッシュプレートが近接して設置されている超ハイスピードオーバルコース。後半でスピードを上げすぎると、遠心力に耐え切れずコースアウトすることがある。
3. SAND OCEAN：パイプ
2本の円筒の内部を走行するコース。1本目のパイプ後半が急激に細くなるので、床面の線を目印に上下の反転に注意する必要がある。螺旋状に走行すると大きなタイムロスとなる。
4. DEVIL'S FOREST：スクリュー
スクリューの名の通り、コース途中で路面がねじれ360度回転する場所があるコース。後半は路面の起伏が続く。
5. BIG BLUE：シリンダー
円筒状の走行路外側表面を走り抜けるコース。独特の走行感覚がある。螺旋状に走行したりスピードを上げた状態でバランスを崩すとコースアウトする危険性がある。また、最後に急なS字カーブが存在するため、スピードを出し過ぎると激突の恐れがある。『大乱闘スマッシュブラザーズDX』で隠し対戦ステージとして登場(ただしコースはオリジナルの物)し、また同作のアドベンチャーにてこのステージを一部模したステージが存在する。
6. PORT TOWN：ハイジャンプ
コース途中の大きな高低差をもつジャンプ台が最大の特徴。落下時は重心を前に倒して一気に加速を図る。前半のクランク、ジャンプ前のスリップゾーンが難所。

### QUEEN CUP
1. SECTOR α：ロールオーバー
上下反転、ツイストなど重力を無視した特徴的構造を持つ。スタート直後突然宙返りを行うアクロバティックなコース。
2. RED CANYON：ジャンプジャンプ
長方形のコース中ジャンプがひたすら続くコース。上っては落ち、上っては落ちの繰り返しである。
3. DEVIL'S FOREST 2：アップダウン
激しい起伏の繰り返される、ジャンピングスポットの多いコース。終盤に非常に細いシケインが存在する。
4. MUTE CITY 2：テクニカル
高低差・起伏の全く無いコース。その代わりにジャンプ台や急激な幅員の増減が繰り返され、トンネルによるブラインドコーナーも多用するテクニカルサーキットである。
5. BIG BLUE 2：クイックターン
急な宙返りやヘアピンコーナーにより非常に密集したレイアウトを持つコース。ガードビームの無い場所が登場し、この辺りから難易度が上がり始める。
6. WHITE LAND：ステップアップロード
トンネルを抜け、ループから終盤にかけてガードビームの無い状態が続く、コースアウトの危険性が非常に高いコース。ゴール直前の階段状のジャンプ台が最大の特徴。

### KING CUP
1. FIRE FIELD：ジグザグジャンプ
灼熱の溶岩を眼下に望む惑星が舞台。スタート直後の細いジャンプ台で一気に加速し、その名のとおりジグザクになったコースへ着地しなければならない。着地に失敗したり飛距離が足りなかったりすると即リタイアとなる厄介なコース。ちなみに、曲はSAND OCEANのものが使われている。
2. SILENCE 2：ウェーブロード
序盤はひたすら螺旋状に上昇、その後連続ヘアピンが続き、終盤にガードビームのない激しくうねった場所が出現。中盤のヘアピンさえ攻略すれば、比較的スピードの出しやすいコースではある。
3. SECTOR β：ムーンサルト
ムーンサルトの名のとおり、逆宙返りが特徴的なコース。ループの外側を走行することになるので、速度を上げ過ぎるとコースアウトする危険性がある。本作屈指のアクロバットコースである。
4. RED CANYON 2：スリムライン
コース全体を通して道幅が狭く、高度なマシンコントロールが要求される高難易度のコース。非常にタイトなコーナーも登場し、ブーストの使用とエナジーメーターの残量に細心の注意を払わなくてはならない。
5. WHITE LAND 2：ハーフパイプ
パイプを上半分まるごと取り払った、ハーフパイプの形状をしたコース。パイプとは異なり、コースの両端ではっきりと重力が働くため、スリップしながら振り子のように煽られてコースアウトする危険性が高い。途中複合コーナーも配置されており、最難関コースのひとつと言える。
6. MUTE CITY 3：クランククランク
クランクと直線の繰り返されるキングカップ最終コース。起伏が全く存在しないかわりに、ガードビームが取り払われた区域が多く現れる。ブーストとジャンププレートを駆使し、いかにタイムを短縮させるかがポイント。

### JOKER CUP
1. RAINBOW ROAD：レインボーロード
路面が虹色のコース。『マリオカート64』の同名コースと形状が酷似しているが、大きな違いとして壁のある部分がほぼ無いに等しく、とてもコースアウトしやすい。『F-ZERO X』では最も長いコースである。場所はBIG BLUEだが、BGMはSECTORと同じ曲が流れる。EXPANSION KITを使うことによって、『マリオカート64』にて使用されたBGMのアレンジ版を流すこともできる。
2. DEVIL'S FOREST 3：ミラーロード
同じ形のコースが上下に反転して重なっている。ゴール付近の反転時にパイプを経由する。
3. SPACE PLANT：シリンダー&ハイジャンプ
シリンダーと急な昇り坂からのハイジャンプが特徴。コースの特徴も場所もSECTORそのものだが、曲はRED CANYONが使われている。
4. SAND OCEAN 2：ウェーブパニック
上下に波うった連続カーブがあるコース。さらにダッシュプレートが多めで、マシンが飛び跳ねてしまう。
5. PORT TOWN 2：スネークロード
スタートエリアの直線以外、ずっと細いカーブが続く。なお、このコースは初代F-ZEROのPORT TOWN IIをアレンジしたコースでもある。
6. BIG HAND：ビッグハンド
見下ろすと大きな手の形をしているコース。狭い上に壁が少ないので、ライバルカーに落とされやすい。さらに中盤はスリップゾーンが設置されていて、さらに落とされやすい。最難関コースのひとつ。なお、場所はDEVIL'S FORESTだが、曲はWHITE LANDが使われる。

### DD-1 CUP
1. SILENCE 3：アウトサイドループ
外側に2周ループする箇所があるコースで、スピードを出しすぎると遠心力でコースから引きはがされる。真上以外で引きはがされると落下し、コースアウトする。BGMはDD用に追加された新しい曲が使われている。
2. SAND OCEAN 3：シリンダーループ
途中シリンダーがループ状に巻かれておりスピードを上げすぎると剥がれてしまう。BGMはDD用に追加された新しい曲が使われているがSILENCE 3とは違う曲である。
3. DEVIL'S FOREST 4：ダイビング
急降下でパイプ中にダイビングする所があるコース。とにかく狭く、ダイビングしたパイプから出ると飛び上がるので注意。BGMはDD用に追加された新しい曲が使われているが上記2コースとは違う曲である。
4. PORT TOWN 3：ジグザグクランク
クランクカーブ、でこぼこ道とスリップゾーンなどがあるテクニカルコース。
5. DEVIL'S FOREST 5：エックス
形がXだが、コースの半分がガードレールが無い状態が多いコース。
6. BIG BLUE 3：ジャポン
コースが日本列島の形をしたもので、至る所にスリップゾーンやダートゾーン、トラップなどが置かれている超テクニカルコース。なお、コースはBIG BLUEだが、BGMはこのコース専用の、三味線を使った和風のものが使われる。

### DD-2 CUP
1. MUTE CITY 4：スリムハーフパイプ
途中ハーフパイプがF-ZEROマシンが1、2台しか通れないくらい狭い道になる、そして途中ハーフパイプからハーフパイプにジャンプして移動するところが何ヶ所もある。SAND OCEAN 3と同じDD用に追加された新しい曲が使用されている。
2. SPACE PLANT 2：ストレートジャンプ
ジャンププレートが多いコースで、ピットエリアの前のトンネルの道はダッシュプレートとアップダウンがあるが、そこが一番の見所でもある。BGMは、RED CANYONではなくSECTORのBGMが使われている。
3. PORT TOWN 4：トラップロード
後半、至る所にトラップが沢山仕掛けてあるコース。特にカーブの手前に設置されており、コースアウトを引き起こす。トラップでショートカットする事が可能。SILENCE 3と同じDD用に追加された新しい曲が使用されている。
4. FIRE FIELD 2：180ローリング
上下反転した状態でスタートするコース。スタート直後にパイプで180°回転し地面が下になり、その後は、ガードレールが無い道やシリンダーなどがある。そして、スタート前でまたパイプで180°回転して地面が上に戻る。パイプは急にひねられているため、ひねりに追従できないと一気にコースアウトする。
5. WHITE LAND 3：スター
その名の通り、星の形をしたコースで、スリップゾーンとダードゾーン、ハーフパイプ、ガードレールがない道にスリップゾーンとダードゾーン、急に細くなる道とトラップなどの仕掛け満載のコースでもある。
6. BIG FOOT：ビッグフット
ビッグハンドの足バージョンだが、ビッグハンドよりも難しくなっており、ガードレールがない道にスリップゾーンがまたあり、足の指の部分ではコースが狭く連続で急カーブするところがある。場所はSAND OCEANだが、DEVIL'S FOREST 4と同じDD用に追加された新しい曲が使用されている。

### X CUP
X
プログラムの自動生成で作成されるコースで、毎回全く違うコースが登場する。
円周状のシリンダーあるいはパイプだけでグルリと一周する、といったシンプルなものから、ジャンプ直後に複雑な操作を要求され、COMが対応できずにリタイアするほどのコースまで様々な形が形成される。
コース形状も天候もベースとなる惑星も毎回変化する。さらに64DDを持っているとBGMも毎回変化する。

## 他機種版
| No. | タイトル                      | 発売日                                    | 対応機種                      | 開発元 | 発売元 | メディア     | 備考 |
| --- | ----------------------------- | ----------------------------------------- | ----------------------------- | ------ | ------ | ------------ | ---- |
| 1   | F-ZERO X                      | 2007年5月29日 2007年6月15日 2007年6月25日 | Wii（バーチャルコンソール）   | 任天堂 | 任天堂 | ダウンロード |      |
| 2   | F-ZERO X                      | 2016年11月2日 2016年11月3日 2017年1月12日 | Wii U（バーチャルコンソール） | 任天堂 | 任天堂 | ダウンロード |      |
| 3   | NINTENDO 64 Nintendo Classics | 2022年3月11日                             | Nintendo Switch               | 任天堂 | 任天堂 | ダウンロード |      |

Wii版
振動機能は対応されていない。コースのテクスチャーに手が加えられており、縞模様のパイプがただの無地に、赤色のパイプが脱色したかのような改変が施されている。
Wii U版
振動機能に対応しているほか、明度を下げる代わりにコースのテクスチャー（縞模様および赤色のパイプ）に手が加えられていない。
NINTENDO 64 Nintendo Classics版
明度がオリジナル同様になり、コースのテクスチャーが元通りになった。